# Skorpa (Møre og Romsdal)
Skorpa  est une petite île inhabitée de l'archipel de Sørøyane appartenant à la commune de Herøy, du comté de Møre og Romsdal, dans la mer de Norvège.

## Description
Celle île de 3 km2 se trouve directement au sud-ouest de l'île de Nerlandsøya, à environ 6 kilomètres à l'ouest de la ville de Fosnavåg. L'île de Gurskøya se trouve à 5 kilomètres au sud-est. Le phare de Svinøy est situé à 11 kilomètres  à l'est.
Le terrain est escarpé et accidenté. Il n'y a plus de résidents permanents sur l'île, et aujourd'hui Skorpa est surtout connue pour ses chalets de vacances et le troupeau de chèvres sauvages qui y vivent.

## Seconde Guerre mondiale
Skorpa était un point de contact important pour le Shetland Bus et pour d'autres trafics militaires alliés pendant la Seconde Guerre mondiale. L'île servait de station pour les agents et le personnel de la résistance à la fois pour se rencontrer et se cacher. Des instructeurs, des armes et du matériel de sabotage ont été transportés vers les forces de la résistance norvégienne. Pour beaucoup de ceux qui sont partis en Grande-Bretagne, c'était le dernier arrêt, tout comme c'était le premier arrêt pour de nombreux agents sur le chemin de la Norvège.
En 1940, des soldats britanniques en retraite y étaient cachés, avant d'être évacués vers les îles Shetland dans des bateaux de pêche. 1941 a été la première année où des bateaux norvégiens ont couvert la route entre la Norvège et les Shetland. Leif Larsen (populairement connu sous le nom de Shetland Larsen), un célèbre capitaine de Shetland Bus, a été le premier capitaine sur cette route. Le 17 novembre 1943, le HNoMS Hitra, un chasseur de sous-marins américain reconverti, commence à couvrir la route, bientôt rejoint par le MS Bergholm.
La plupart des activités alliées sur la côte nord n'ont duré que 7 à 8 mois, mais Skorpa a opéré tout au long de la guerre. Les soldats allemands ont effectué de nombreuses inspections de maison en maison, mais n'ont jamais trouvé d'équipement illégal tel que des radios. Un certain nombre d'habitants étaient particulièrement actifs dans la résistance, notamment Gerhard et Sina Skorpen, qui sont partis en Angleterre sous le couvert de leur noyade. Gerhard est ensuite devenu membre d'équipage d'un autre chasseur de sous-marins américain converti, le KNM Vigra, sur lequel Leif Larsen a servi comme skipper. À la fin de la guerre, ils retournèrent à Skorpa.